# Nazionale maschile di beach soccer dell'Afghanistan
La nazionale di beach soccer dell'Afghanistan rappresenta l'Afghanistan nelle competizioni internazionali di beach soccer.

## Rosa
Aggiornata a marzo 2017
| N. |                        | Ruolo | Calciatore                    |
| -- | ---------------------- | ----- | ----------------------------- |
| 1  | Afghanistan (bandiera) | P     | Kawesh Baktash Haidary Akbari |
| 2  | Afghanistan (bandiera) | D     | Nader Naderi                  |
| 3  | Afghanistan (bandiera) | D     | Ahmad Omar Achikzai           |
| 4  | Afghanistan (bandiera) | D     | Hazrat Gul Baran              |
| 5  | Afghanistan (bandiera) | D     | Sayed Shir Darwish            |
| 6  | Afghanistan (bandiera) | D     | Murtaza Jafari                |

| N. |                        | Ruolo | Calciatore          |
| -- | ---------------------- | ----- | ------------------- |
| 7  | Afghanistan (bandiera) | A     | Raof Qaderi         |
| 8  | Afghanistan (bandiera) | A     | Samiullah Mohammadi |
| 9  | Afghanistan (bandiera) | A     | Hamidullah Gulzar   |
| 10 | Afghanistan (bandiera) | A     | Mahmood Azad        |
| 11 | Afghanistan (bandiera) | A     | Zainuddin Sharifi   |
| 12 | Afghanistan (bandiera) | P     | Shahab Shah Alavi   |

Allenatore: Rohullah Rastagar